# Amar Chitra Katha
Amar Chitra Katha (hindi: अमर चित्र कथा, amar citra kathā, "odödliga fängslande (eller bild[liga]/illustrerade) berättelser") är en indisk utgivningsserie av serietidningar, med en av de högsta upplagorna i Indien, hittills med mer än 90 miljoner exemplar sålda på drygt 20 indiska språk, i januari 2008.
Amar Chitta Katha har mer än 400 titlar som återger berättelser från de stora indiska eposen, indisk mytologi, historia, folktro och indiska fabler i serietidningsformat. Utgivningsserien grundlades 1967 av Anant Pai, och publicerades länge av India Book House. 2007 köptes serien och alla dess titlar av ett nytt företag, kallat ACK Media.
Serien skapades av Anant Pai med syftet att lära indiska barn mer om sitt kulturarv. Pai var chockerad över att indiska studenter kunde svara på frågor om grekisk och romersk mytologi, men var okunniga om sin egen historia, mytologi och folklore.